# Лоутон, Александр
Александр Роберт Лоутон (Alexander Robert Lawton) (4 ноября 1818 – 2 июля 1896) -  американский юрист, политик, дипломат и бригадный генерал армии Конфедерации в годы гражданской войны. Командовал дивизией в сражении при Энтитеме.

## Ранние годы
Лоутон родился в Южной Каролине, в округе Бьюфорт. Он был сыном Александра Джеймса Лоутона и Марты Моссе. В 1835 году он послупил в военную академию Вест-Пойнт и окончил её 13-м в выпуске 1839 года. Его определили вторым лейтенантом в 1-й артиллерийский полк, но в 1840 Лоутон уволился из армии, чтобы изучать право. В 1842 году он окончил Гарвардскую Юридическую школу  и поселился в Саванне, где стал заниматься юриспруденцией, администрированием железных дорог и политикой.

## Гражданская война
После сецессии Джорджии Лоутон стал полковником 1-го Джорджианского пехотного полка. Он командовал ополчением Саванны, которое захватило Форт-Пуласки; это стало первым боевым действием гражданской войны на территории Джорджии. 13 апреля 1861 года ему присвоили звание бригадного генерала Конфедерации и направили на оборону побережья Джорджии, а вслед за этим, в начале июня 1862 года, он был направлен в Вирджинию. Бригаду Лоутона направили на усиление армии Томаса Джексона в долине Шенандоа, однако Лоутон прибыл в долину в самом конце кампании, и не успел принять участия в сражениях. Как раз в этот момент Джексон направил армию к Ричмонду и Лоутон сопровождал его во время этого марша. Через неделю он написал жене о Джексоне: «Мои впечатления от него примерно те же, что я и ожидал — в нем много энергии и воли, но мало системы».
Бригада Лоутона была включена в состав дивизии Джексона вместе с бригадами Уиндера, Каннингема и Фалкерсона. На тот момент бригада Лоутона состояла из шести джорджианских полков: 13-го, 26-го, 31-го, 38-го, 60-го и 61-го. В таком составе она участвовала в Семидневной битве.
25 июня дивизия Джексона достигла окрестностей Ричмонда. 27 июня бригада Лоутона была впервые введена в бой — в сражении у Гейнс-Милл.
После сражения бригада Лоутона была переведена в дивизию Ричарда Юэлла и уже в её составе участвовала в Северовирджинской кампании. Лоутон и его люди вступили в бой в самом начале Второго сражения при Булл-Ран, когда были атакованы федеральной бригадой Джона Гиббона. В этом бою Лоудону и Тримблу удалось остановить атаку федералов. Однако потери были велики — потерял ногу дивизионный командир Ричард Юэлл, поэтому Джексон поручил Лоутону принять командование дивизией. 28 и 29 августа эта дивизия стояла в центре позиций Джексона, однако противник атаковал в основном фланги.
Через несколько дней началась Мэрилендская кампания, и Лоутон продолжил командовать дивизией Юэлла. Вместе с другими дивизиями Джексона она перешла Потомак 5 сентября и вступила во Фредериксберг. Дивизию разместили у железнодорожного моста через Монокаси, чтобы она прикрывала Вашингтонское направление. 9 сентября генерал Ли издал Специальный приказ 191, согласно которому Джексон должен был взять Харперс-Ферри. 10 сентября дивизия начала марш к Харперс-Ферри. 14 числа дивизия Эмброуза Хилла получила приказ подойти к Харперс-Ферри с запада и готовиться к атаке, а дивизия Лоутона должна была её поддерживать. Утром 15 сентября началось наступление, но через некоторое время федеральный гарнизон поднял белый флаг. Джексон сразу же отправил свои дивизии ночным маршем к Шарпсбергу, где его ждал генерал Ли: они прибыли под Шарпсберг ранним утром 16 сентября, и Джексон разместил их левее дивизий Лонгстрита.
Перед сражением при Энтитеме бригада Лоутона имела следующий вид:
- 13-й Джорджианский пехотный полк: кап. Кидд
- 26-й Джорджианский пехотный полк: полк. Эдмунд Аткинсон
- 31-й Джорджианский пехотный полк: подп. Джон Кроудер
- 38-й Джорджианский пехотный полк: кап. Уильям Бетти
- 60-й Джорджианский пехотный полк: май. Уэйтс Джонс
- 61-й Джорджианский пехотный полк: полк. Джон Ламар

16 сентября в 22:00 генерал Худ попросил сменить его дивизию на передовой позиции и Джексон отправил ему на смену дивизию Лоутона. Лоутон разместил свои бригады левее позиций генерала Дэниеля Хилла: справа бригаду Уокера (бывшая бригада Тримбла), а слева свою собственную, которой командовал Марселлас Дуглас. Ночь солдаты провели на позициях, а утром началось сражение при Энтитеме. Таким образом, дивизия Лоутона приняла на себя первый удар в том бою.
Утром на позиции двух бригад Лоутона начал наступление Первый корпус Потомакской армии. Бригада Уокера была атакована федеральной бригадой Сеймура, но отбила атаку. При этом был тяжело ранен сам Уокер, а бригаду пришлось отвести в тыл. Бригаду Дугласа атаковала федеральная бригада Абрама Дьюри, но тоже была отбита, потеряв в бою почти треть своих людей. Увидев положение своей бригады, Лоутон послал ей на помощь луизианцев Хайса. Между тем бригада наступала, преследуя отступающую бригаду Дьюри, и тут попала под удар сразу двух бригад противника: «железная бригада» Гиббона атаковала её левый фланг, а бригада Хартсуффа — правый. Здесь погибло много офицеров, в их числе почти все полковники. Около 07:00 бригада начала постепенно отходить назад. В этот момент Марселлас Дулас получил восьмое и смертельное ранение. Бригаду вывели из боя: из 1213 человек, имевшихся в бригаде на начало сражения, в строю осталось только 48. В этом же бою при неясных обстоятельствах был ранен сам генерал Лоутон. Он сдал командование Джубалу Эрли.

## Послевоенная деятельность

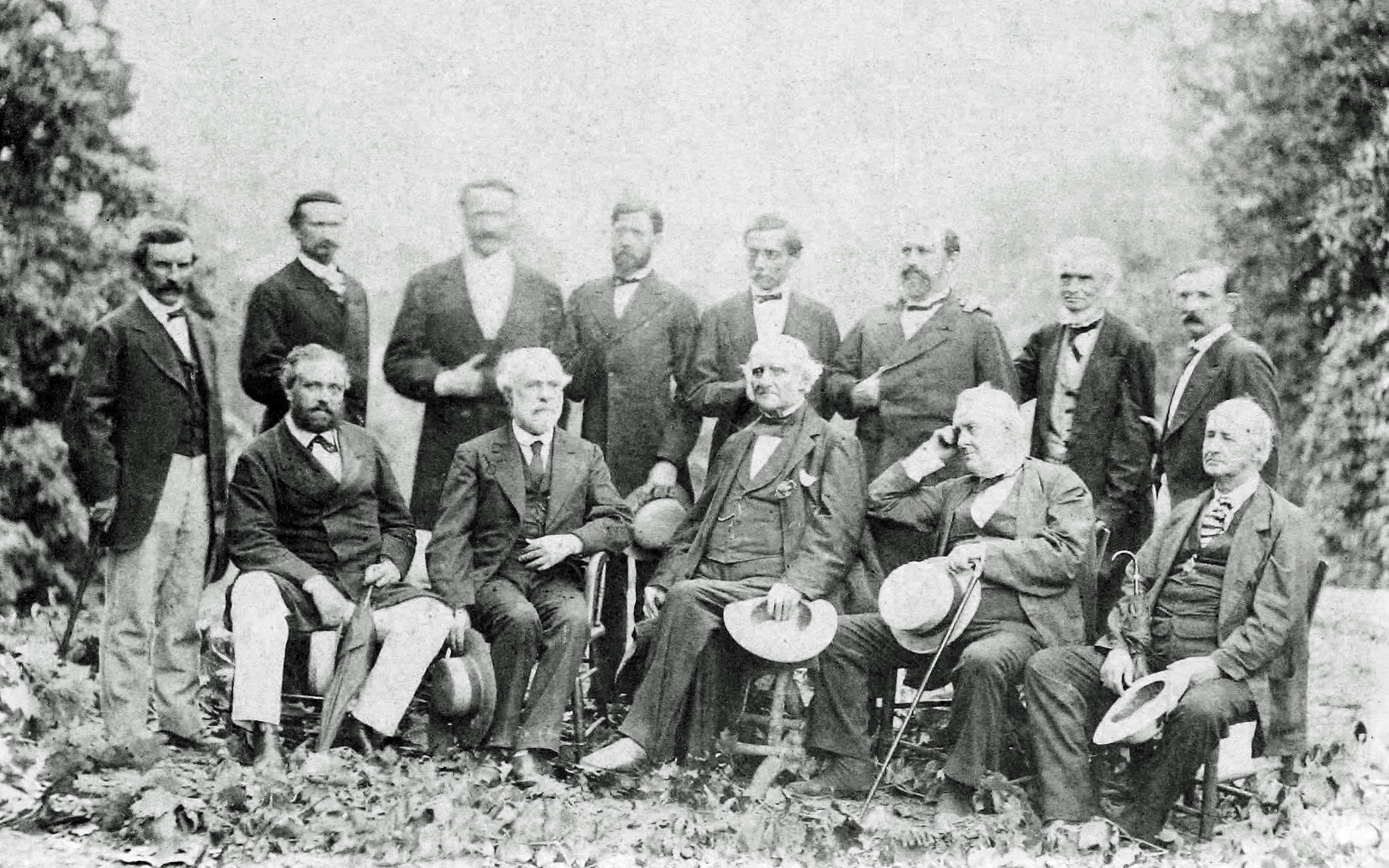
Лоутон на встрече офицеров Конфедерации в 1869 году (Стоит третий справа)

Энтитем стал последним сражением в военной карьере Лоутона. Он выздоровел только в мае 1863 года, а в августе стал генерал-квартирмейстером армии Конфедерации. Он показал себя талантливым администратором, но не смог спасти гибнущую экономику Конфедерации. После войны он вернулся в политику. Участвовал в конституционном совете 1877 года. В 1880 он неудачно пытался попасть в Сенат США. 
В 1885 году президент Гровер Кливленд номинировал его на должность посла в Российской империи, но Сенат не поддержал это решение и президент был вынужден отозвать номинацию. 
В 1887 году он был назначен послом в Австро-Венгрию и прослужил на этой должности до 1889 года
Он умер 2 июля 1896 года в Клифтон-Спрингс, штат Нью-Йорк.